# Fausta
Fausta – żeński odpowiednik imienia Faust. Łacińska grupa, od której imię to pochodzi (faustus — "błogi, pomyślny", ale także faveo, favi, fautum — "sprzyjać, być przychylnym") nie ma pochodzenia indoeuropejskiego oraz pewnych odpowiedników w żadnym języku indoeuropejskim.
Fausta imieniny obchodzi 20 września.
Znani ludzie noszący imię Fausta:
- Fausta - żona cesarza rzymskiego Konstantyna I Wielkiego
- Fausta Morganti
- Fausta Quintavalla